# عبدالکریم سیلا (بازیکن فوتبال، زاده ۱۹۸۱)
عبدالکریم سیلا (انگلیسی: Abdoul Karim Sylla؛ زادهٔ ۱۰ ژانویهٔ ۱۹۸۱) بازیکن فوتبال اهل گینه بود.
از باشگاه‌هایی که در آن بازی کرده است می‌توان به باشگاه فوتبال لوکرن اوست والاندرن، باشگاه فوتبال اوتارادیت، باشگاه فوتبال آسک میموساس، باشگاه فوتبال هافیا، و باشگاه فوتبال دیاربکرسپور اشاره کرد.
وی همچنین در تیم ملی فوتبال گینه بازی کرده است.